# Vasile Gain
Vasile Gain (* 5. Januar 1912 in Temeskenéz, Österreich-Ungarn; † unbekannt) war ein rumänischer Fußballspieler. Er bestritt insgesamt 110 Spiele in der ersten rumänischen Fußballliga, der Divizia A. Im Jahr 1939 gewann der Mittelfeldspieler mit Venus Bukarest die rumänische Meisterschaft.

## Karriere
Die Karriere von Gain begann bei Politehnica Timișoara, wo er im Jahr 1930 in den Kader der ersten Mannschaft kam. Das Team spielte in der regionalen Meisterschaft und verpasste die Qualifikation zur nationalen Endrunde. Im Jahr 1931 schloss er sich dem Lokalrivalen Banatul Timișoara an. Als im Jahr 1932 die Profiliga Divizia A gegründet wurde, wechselte er zu Universitatea Cluj. Mit seinem neuen Verein erreichte er das Finale um die Meisterschaft 1933, unterlag dort aber Ripensia Timișoara. In den folgenden Spielzeiten konnte das Team an diesen Erfolg nicht mehr anknüpfen. Die Saison 1935/36 endete auf dem letzten Tabellenplatz und dem Klassenverbleib in den Relegationsspielen gegen ILSA Timișoara.
Im Jahr 1937 verließ Gain „U Cluj“ und schloss sich dem amtierenden Meister Venus Bukarest an. Nachdem in der Saison 1937/38 die Teilnahme am Meisterschaftsfinale verpasst worden war, konnte Gain mit der Meisterschaft 1939 seinen ersten Titel gewinnen. Anschließend verließ er den Klub zum unterklassigen Olympia Bukarest. Nach dem Ende des Zweiten Weltkrieges lief er einige Jahre für BNR Bukarest auf.

## Nationalmannschaft
Gain bestritt zwei Spiele für die rumänische Nationalmannschaft. Er debütierte am 16. Oktober 1932 im Spiel gegen die österreichische Amateur-Nationalmannschaft, das mit 1:0 gewonnen wurde. Anschließend wurde fast sechs Jahre lang nicht mehr berücksichtigt. Erst am 25. September 1938 kam er gegen Deutschland zu seinem zweiten und letzten Einsatz.

## Erfolge
- Rumänischer Meister: 1939